# Emma Broomé
Emma Maria Isabelle Broomé, född 13 juni 1985  i Bollnäs, Gävleborgs län, är en svensk skådespelare.

## Biografi
Emma Broomé är dotter till Staffan Broomé och Agneta, född Fjelland. Hon utbildades vid Stockholms dramatiska högskola 2009–2012 och är sedan dess anställd vid Dramaten.

## Filmografi
- 2018–2019 – Andra åket (TV-serie)
- 2018 – Beck – Djävulens advokat
- 2020 – Rebecka Martinsson (TV-serie)
- 2020 – Sommaren 85 (TV-serie)
- 2020 – Nelly Rapp – Monsteragent
- 2020 – Lyckoviken (TV-serie)
- 2021 – Gåsmamman (TV-serie)
- 2022 – Handen på hjärtat (TV-serie)
- 2023 – Kapningen (TV-serie)
- 2023 – Taelgia (TV-serie)
- 2023 – Trolltider – legenden om bergatrollet (TV-serie)
- 2024 – Ronja Rövardotter (TV-serie)
- 2025 – Lita på mig (TV-serie)
- 2025 – Glaskupan (TV-serie)

## Teaterroller
| År   | Roll          | Produktion | Regi                      | Teater                         |
| ---- | ------------- | --- | ------------------------- | ------------------------------ |
| 2008 | Rose          | Drömmars garn William Mastrosimone                                                                                               | Peter Böök                | Spegelteatern                  |
| 2012 |               | There it goes one of God’s own prototypes, a higher powered mutant machine never even considered for mass production Emma Broomé | Emma Broomé               | Stockholms dramatiska högskola |
| 2012 |               | Titta livet! - en lek Lucas Svensson                                                                                             | Ellen Lamm                | Dramaten                       |
| 2013 |               | PARadiset Johanna Holmström | Johanna Holmström         | Strindbergs Intima teater      |
| 2013 | Evelyn Munn   | De oskyldiga Lillian Hellman | Jenny Andreasson          | Dramaten                       |
| 2013 | Anna          | Rise to the sugarsticky sky Alice Hymna                                                                                          | Karin Hauptmann           | Dramalabbet                    |
| 2014 | Sonja         | Under belägring Marianne Lindberg De Geer                                                                                        | Marianne Lindberg De Geer | Dramaten                       |
| 2014 | Karl XII      | Carolus Rex Nils Poletti | Nils Poletti              | Dramaten i Riddarholmskyrkan   |
| 2014 | Helseth       | Rosmersholm Henrik Ibsen | Stefan Larsson            | Dramaten                       |
| 2015 |               | H2O Fundus Theater | Agneta Ehrensvärd         | Dramaten                       |
| 2015 | Dottern       | Beckomberga Sara Stridsberg | Annika Silkeberg          | Dramaten                       |
| 2016 | Frida         | Den goda viljan Ingmar Bergman                                                                                                   | Eirik Stubø               | Dramaten                       |
| 2016 | Inger         | Fåglarna (Fuglane) Tarjei Vesaas                                                                                                 | Ole Anders Tandberg       | Dramaten                       |
| 2017 | Dorinda       | Det blåser på månen Eric Linklater                                                                                               | Ellen Lamm                | Dramaten                       |
| 2017 | Dolly         | Anna Karenina Lev Tolstoj | Tobias Theorell           | Dramaten                       |
| 2017 | Frida         | Den goda viljan Ingmar Bergman                                                                                                   | Eirik Stubø               | Dramaten                       |
| 2018 | Mariane       | Tartuffe Molière | Staffan Valdemar Holm     | Dramaten                       |
| 2018 | Jeanne d’Arc  | Jeanne d’Arc Annika Silkeberg | Annika Silkeberg          | Helsingborgs stadsteater       |
| 2018 | Mary Page     | Mary Page Marlowe Tracy Letts | Alexander Mørk-Eidem      | Dramaten                       |
| 2020 | Röde Orm      | Röde Orm Frans G. Bengtsson | Alexander Mørk-Eidem      | Dramaten                       |
| 2023 | Anna Karenina | Det har aldrig funnits en kvinna som Anna Karenina Tone Schunnesson                                                              | Ragna Wei                 | Orionteatern                   |